# Néoplasie endocrinienne multiple

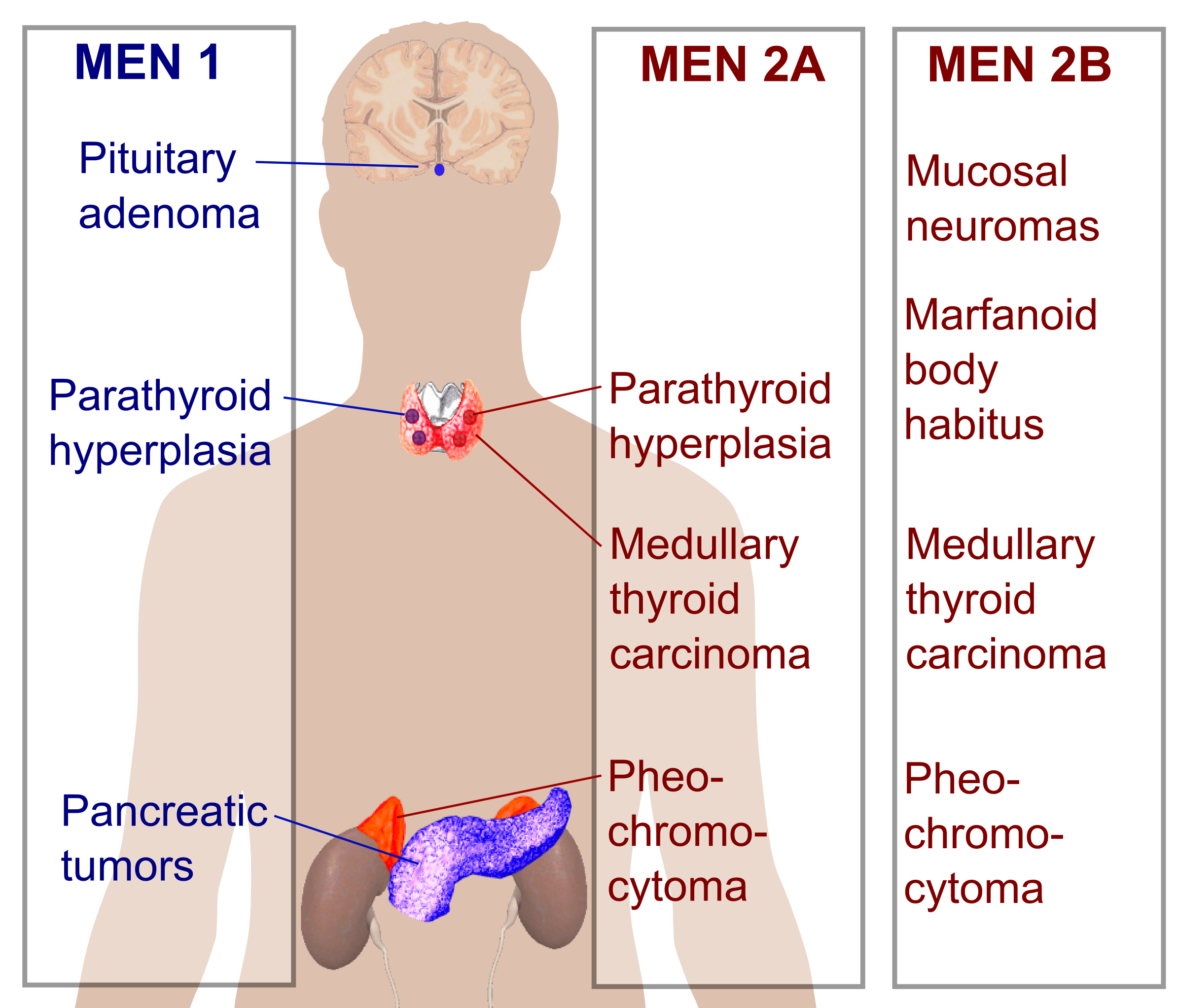
Différents syndromes de néoplasie endocrinienne multiple.

Les néoplasies endocriniennes multiples (NEM) sont des pathologies syndromiques regroupant plusieurs maladies ou caractéristiques. Comme leur nom l’indique, il s’agit d’affections cancéreuses graves.
Il existe plusieurs types et sous types de néoplasies endocriniennes multiples. Ce sont des associations d'affections cancéreuses et de maladies diverses. Il existe un caractère héréditaire indéniable à ces associations d'affections.

## Néoplasie endocrinienne multiple de type 1
La néoplasie endocrinienne multiple de type 1 ou syndrome de Wermer est caractérisée par un adénome parathyroïdien, une tumeur hypophysaire ainsi qu'une tumeur entéro-gastrique dans la plupart des cas[réf. nécessaire]. Sa prévalence est de 1 à 9 cas sur 100 000.

## Néoplasie endocrinienne multiple de type 2
La néoplasie endocrinienne multiple de type 2 est la forme héréditaire du cancer médullaire de la thyroïde. Il existe trois sous types en fonction de l'association des cancers endocriniens
 Cette maladie est à transmission autosomique dominante et est due à une mutation activatrice du récepteur RET.

### Forme héréditaire du cancer médullaire de la thyroïde ou syndrome de Farndon
Le début de cette maladie est généralement vers 40 ans.

Ce type est la présence chez une personne de cette forme de cancer

### Syndrome de Sipple ou néoplasie endocrinienne multiple de typeIIa
C'est la forme la plus fréquente des néoplasies endocriniennes multiples de type II (60 % des cas).
Le début de cette maladie est généralement vers 10 ans.
Forme héréditaire du cancer médullaire de la thyroïde avec :
- augmentation du risque de phéochromocytome, retrouvé dans 8 à 60 % des cas ;
- adénome parathyroïdien avec hyperparathyroïdie primaire, dans 5 à 20 % des cas ;
- notalgie paresthésique dans 20 % des cas.

### Syndrome de Gorlin ou néoplasie endocrinienne multiple de type IIb
la NEM2B, bien plus rare que la NEM 2A (5 % des NEM2) associe au CMT :
- Un phéochromocytome, retrouvé dans 50 % des cas,
- Une dysmorphie de type Marfan,
- Une Ganglioneuromatose digestive ou Pseudo-Hirschsprung
- Une neuromatose sous-muqueuse (lèvres, langue, paupières, tissu conjonctival),

L’hyperparathyroïdie primaire est ici absente
Dans de rares cas on retrouve également une maladie de Hirschsprung.

## Sources
- (fr) Orphanet
- (en) Online Mendelian Inheritance in Man, OMIM (TM). Johns Hopkins University, Baltimore, MD. MIM Number:131100 Type 1
- (en) Online Mendelian Inheritance in Man, OMIM (TM). Johns Hopkins University, Baltimore, MD. MIM Number:162300 Type 2
- (en) Online Mendelian Inheritance in Man, OMIM (TM). Johns Hopkins University, Baltimore, MD. MIM Number:171400 Type 2
- (en) GeneTests: Medical Genetics Information Resource (database online). Copyright, University of Washington, Seattle. 1993-2005